# Shugo Kawahara
Shugo Kawahara (川原 周剛 Kawahara Shugo?, nacido el 14 de febrero de 1980 en Okayama) es un exfutbolista japonés. Jugaba de centrocampista y su último club fue el Fagiano Okayama de Japón.

## Trayectoria

### Clubes
| Club                 | País  | Año         |
| -------------------- | ----- | ----------- |
| Mitsubishi Mizushima | Japón | 2002 - 2005 |
| Fagiano Okayama      | Japón | 2006 - 2010 |